# Victor Agali
Victor Agali (Okpanam, 29 dicembre 1978) è un ex calciatore nigeriano, di ruolo attaccante.

## Carriera

### Club
Agali inizia a farsi notare all'età di 17 anni quando vince il titolo di capocannoniere della seconda serie del campionato nigeriano. Queste buone prestazioni gli valgono il trasferimento in Europa e così nel 1996 viene messo sotto contratto dall'Olympique Marsiglia; Agali disputa 5 partite e viene spesso aggregato alla squadra B con la quale segna 7 gol in 12 partite. La stagione successiva viene ceduto in prestito al Tolone in seconda divisione dove disuputa una buona stagione con 15 gol in 38 partite.
Nella stagione 1998-1999 Agali si trasferisce in Germania all'Hansa Rostock per una cifra equivalente a 250.000 euro, rimane all'Hansa Rostock fino al 2001 giocando 66 partite e segnando 17 gol, oltre a una presenza e un gol con la seconda squadra. Nel 2001 si trasferisce per 5.1 milioni di euro allo Schalke 04 in quello che è il trasferimento più caro per un giocatore dell'Hansa Rostock. Con lo Schalke Agali vince la Coppa di Germania nel 2002 segnando tra l'altro un gol nella finale vinta per 4-2 contro il Bayer Leverkusen. Nell'aprile 2004 lo Schalke 04 rescinde il contratto con Agali per cattiva condotta durante la riabilitazione da un infortunio. Nei suoi tre anni allo Schalke Agali disputa 54 partite con 14 gol segnati alle quali vanno aggiunte 3 partite e 1 gol con la seconda squadra.
Nell'estate del 2004 Agali fa ritorno in Francia al Nizza dove disputa 30 partite e segna 6 gol. Nella stagione 2005-2006 si trasferisce in Turchia al Kayseri Erciyesspor. Rimane in Turchia anche la stagione successiva, quando milita per l'Ankaragücü, tuttavia nel febbraio 2007 rescinde il suo contratto per il ritardo nel pagamento dello stipendio. Nell'agosto 2007 Agali fa il suo ritorno all'Hansa Rostock con un contratto annuale; segna un gol in 23 presenze e ottiene la retrocessione dell'Hansa Rostock in Zweite Bundesliga.
Nella stagione 2008-2009 si trasferisce in Gracia allo Skoda Xanthi firmando un contratto valido fino al 2011.
Il 27 dicembre 2009 viene arrestato ad Amsterdam per l'uso di passaporti falsi.
Tuttavia dopo una sola stagione, nella quale disputa 23 partite e segna 5 reti (il 20 per cento del totale delle reti segnate dalla squadra) passa all'Anorthōsis, squadra cipriota. Con l'Anorthosis disputa solo due partite dei preliminari di Champions League, prima di fare ritorno in Grecia al Levadeiakos.
Nell'estate 2010 lascia l'Europa e si trasferisce in Cina, al Jiangsu Sainty..

### Nazionale
Agali disputa con la maglia della Nazionale nigeriana i Giochi olimpici di Sidney 2000. Successivamente è convocato per la fase finale della Coppa d'Africa 2002 e disputa le qualificazioni per i mondiali del 2002, nelle quali è il miglior marcatore della Nigeria. Nonostante ciò non viene convocato per la fase finale dei mondiali e decide così di dare l'addio alla Nazionale. A seguito delle pressioni della federazione rinuncia poi a questo addio e partecipa alla Coppa d'Africa 2004.
In totale Agali vanta 5 reti in 12 presenze con la Nazionale nigeriana.

## Palmarès

### Club

#### Competizioni Nazionali
- Coppa di Germania: 1

Schalke 04: 2001-2002